# Autobuses Urbanos de Segovia
Avanza by Mobility ADO es la empresa encargada del transporte público urbano mediante autobuses dentro del término municipal de Segovia. El servicio comenzó a prestarse en junio de 2004 tras ganar el concurso adjudicatario la actual empresa, si bien anteriormente, el servicio era prestado por Transportes Urbanos de Segovia (TUSSA).
La empresa adjudicataria del servicio, desde 2004 hasta 2019 fue una UTE (Unión Temporal de Empresas) entre Grupo Avanza (formado por TUZSA, Vitrasa y AutoRes) y La Sepulvedana (que a su vez también pertenecía a Grupo Avanza). Desde 2019, el operador del servicio es Grupo Avanza (Avanza by Mobility ADO) mediante la empresa CTSA-Portillo.
Urbanos de Segovia posee 67 empleados y una flota 100% diésel y accesible de 29 autobuses de piso bajo, cuyo depósito se encuentra en las instalaciones que posee la empresa en el Polígono de Hontoria, y que cuentan con cocheras, talleres, servicios de limpieza.
La red de transporte público urbano está compuesta por 13 líneas, dos de ellas conectan el centro de la ciudad con la estación del AVE, y una presta servicio las madrugadas de los viernes, sábados y vísperas de festivos (Búho). El servicio es prestado ininterrumpidamente los 365 días del año con unas frecuencias diurnas de entre 15 y 40 minutos y de 60 minutos en el caso del Búho.

## Historia

### Los inicios: Transportes Urbanos de Segovia (TUSSA)
Antes de 2004, el servicio de transporte urbano era prestado por una empresa local, Transportes Urbanos de Segovia (TUSSA). Dicho servicio, de últimos, contaba con 6 líneas, las cuales mantenían recorridos bastante similares a los actuales. Los autobuses, de color verde y amarillo, en su mayoría, eran obsoletos y de segunda mano, lo que ocasionaba numerosos problemas, que obligaron al Ayuntamiento a intervenir la empresa.
Las líneas de TUSSA antes de 2004 eran las siguientes:
- Línea 1: Plaza Mayor - Acueducto - San José
- Línea 2, con 2 posibles recorridos, realizándose uno hacia San Lorenzo y otro hacia Puente de Hierro alternativamente:
  - Línea 2A: Plaza Mayor - Acueducto - San Lorenzo
  - Línea 2B: Plaza Mayor - Acueducto - Estación Renfe - Puente de Hierro

- Línea 3: Plaza Mayor - Acueducto - El Carmen - Nueva Segovia
- Línea 4: Circular (Acueducto - El Carmen - Nueva Segovia - Conde Sepúlveda - Hospital General)
- Línea 6: Pº del Salón - Estación Renfe - Puente de Hierro
- Nocturno: Acueducto - El Carmen - Nueva Segovia - Pº del Salón

### La renovación: Grupo Avanza
Tras la adjudicación del contrato a Grupo Avanza (UTE entre Grupo Avanza y La Sepulvedana, que a su vez también pertenecía a Avanza) en junio de 2004, esta adquirió 16 nuevos autobuses para renovar la antigua flota de TUSSA. 14 de esos nuevos autobuses eran MAN Castrosua Magnus (numeración del 11 al 24), de los cuales algunos estuvieron en circulación hasta 2019 ya que presentaban graves daños y problemas de amortiguación debido al pavimento adoquinado de muchas calles de la ciudad.
Se crearon líneas con nuevos destinos, como los barrios incorporados de Hontoria y Zamarramala y los polígonos industriales de El Cerro y Hontoria. Del mismo modo, se modificaron algunas líneas ya existentes (la línea 2 conservó únicamente el recorrido del barrio de San Lorenzo y la línea 3 se desdobló en las actuales líneas 3 y 5) aunque otras conservaron su recorrido (líneas 1 y 6).
En 2006 se adquirieron 3 nuevos vehículos del mismo modelo que los anteriores, aumentando la flota hasta 19 autobuses; así mismo, se unificaron las líneas 7A, 7B y 7C en una única línea 7 para dar servicio al Centro Comercial Luz de Castilla, servicio demandado desde su apertura en diciembre de 2002, pero sin dejar de servir a los polígonos de El Cerro y de Hontoria. También se modificó el recorrido de la línea 8, pasando a prestar servicio a los barrios de Puente de Hierro y Hontoria, así como ya lo hacía con el de Zamarramala.
En diciembre de 2007 y dada la apertura de la estación del AVE a las afueras de la capital, se establecieron 2 nuevas líneas, la 11 y la 12. La 11 que conectaría dicha estación con el centro de la ciudad, concretamente, la Plaza de Artillería (Acueducto), mientras que la 12 conectaba dicha estación con la estación de autobuses. Para este servicio se adquirieron cuatro autobuses de 12 metros, dos Mercedes O-405 Ex-Tuzsa y dos MAN Ex-Vitrasa.
A finales de 2008, se incorporó un nuevo microbús, modelo Tecnobus Gulliver, de 5,3 metros y 100% eléctrico. Este nuevo vehículo fue motivo de creación de la línea 9, que daba servicio al casco antiguo de la ciudad. Debido a la característica de ser eléctrico, se pudo permitir pasar bajo los arcos del Acueducto, y así cambiar el recorrido de dicha línea, así pues, el regreso desde el Alcázar al Acueducto pasaría a realizarse por la zona oeste del casco antiguo.
En 2008 se adquirieron un MAN junto con dos Irisbus de 12 metros, estos últimos destinados a las ya mencionada líneas 11 y 12. En este mismo año, la empresa obtuvo los certificados ISO 9001 de Gestión de la Calidad e ISO 14001 de Gestión Ambiental.
En 2009 se adquirió otro MAN para reforzar el resto de la flota.
En 2010 se renovó la concesión del servicio por otros 6 años; y en 2011 se amplió el recorrido de la línea 10 (Búho) por Colón y La Fuentecilla. Para mantener la frecuencia de 60 minutos en esta línea, se amplió el número de turnos a dos. En este mismo año también se ajustaron los horarios y expediciones de las líneas 11 y 12, para así coincidir con los horarios de los trenes.
En 2014 se adquirieron cinco autobuses MAN Castrosua Magnus, de 10,5 metros y nivel de emisiones EEV. En 2015 se adquirieron otros cinco nuevos autobuses, esta vez, Scania N-280 UB 4X2 y carrocería Castrosua City Versus, con potencia 280 CV y nivel de emisiones Euro VI. A partir de la entrada de estos nuevos autobuses, se procedió a retirar del servicio algunos de los antiguos MAN de la serie del 11 al 24, adquiridos en 2004.
En 2015, y con la apertura de la nueva biblioteca en el nuevo Barrio de la Comunidad de Ciudad y Tierra, se creó la línea 14, que unía Colón con dicho barrio, además de El Palo-Mirasierra.
En verano de 2016, y debido a las constantes averías del autobús eléctrico Gulliver, se decidió sustituir este por un microbús diésel. Debido a la existencia de una ordenanza municipal que prohíbe la circulación de vehículos diésel bajo el Acueducto, se cambió el recorrido de la línea 9 por la zona este de la ciudad

### Nuevo pliego de transporte urbano
En 2016, y coincidiendo con la finalización del contrato con Avanza, el Ayuntamiento decidió posponer una temporada el concurso del nuevo contrato, para así, redactar un nuevo plan de mejora del servicio de transporte urbano, el Pliego de Transporte Urbano. Este proyecto consta de una serie de mejoras en la red y el servicio de autobuses, encaminados a mejorar la movilidad de la ciudad.
Los puntos clave de este proyecto son:
- Refuerzo de las líneas 4 y 5, que soportan el 40% del tráfico total del servicio, con un turno más en cada una.
- Coordinación de las líneas principales.
- Autobús cada 7 u 8 minutos en Nueva Segovia hacia Acueducto.
- Coordinación de horarios de las principales líneas que coinciden con la 4 (2, 3, 5 y 6).
- 15 autobuses nuevos para completar la flota de los 10 incorporados en 2014 y 2015.
- Más servicio en Hontoria y Zamarramala.
- Horarios más sencillos.

En cuanto a las líneas, la mayor parte de estas modificarán su trazado (5, 7, 8, 9, 12), y alguna de ellas se suprimirá (11 y 14); todo para optimizar el servicio y aumentar las frecuencias en aquellas líneas que lo requieran. El Ayuntamiento encargó un estudio detallado de los cambios propuestos en la red.
Otro de los puntos a tratar fue la renovación de la flota. Se adquirirían 18 nuevos autobuses integrales 100% diésel, idóneos para las características de la red y el pavimento adoquinado del centro. A esto se sumó el recurso presentado por la asociación nacional de carroceros, debido a que el contrato "restringe" únicamente a los fabricantes de autobuses integrales. Finalmente, dicho recurso fue desestimado.
Si bien el pliego debería haberse aprobado en 2017 con motivo de la finalización del actual contrato con Avanza, debido a recursos y otros motivos, este no se aprobó hasta septiembre de 2017, lo que provocó el malestar de la oposición, que incluso, llegó a presentar su propio contraproyecto.
Tras licitar el contrato del transporte urbano para los próximos 10 años, la empresa CTSA-Portillo (perteneciente al Grupo Avanza) resultó ganadora y adjudicataria del servicio, por lo que Grupo Avanza siguió siendo el operador. Finalmente, el 1 de abril de 2019 entró en servicio el nuevo servicio, con 18 nuevos autobuses y cambios de recorrido en varias líneas:
- La línea 14 se suprimió, sustituyéndose su recorrido por las líneas 5 y 7.
- La línea 5 cambió su sentido por Nueva Segovia y amplió su recorrido por el barrio de Comunidad de Ciudad y Tierra y El Palo-Mirasierra.
- La línea 7 aumentó su recorrido por San José y el barrio de Comunidad de Ciudad y Tierra, así como acortandose el recorrido en Centro Comercial.
- La línea 8 se dividió en la 8 (Polígono de Hontoria-Hontoria-Puente Hierro-Colón) y la 9 (Puente Hierro-Zamarramala).
- La línea 9 pasó a denominarse línea 10 y aumentó su recorrido por el barrio de San Lorenzo.
- La línea 10 (Búho) pasó a denominarse línea B.

Así mismo, se aumentó el número de turnos en las líneas 4 y 5, pasando a tener 5 y 3 turnos respectivamente.
Desde entonces, la calidad del servicio mejoró considerablemente, haciendo de la red una de las mejores de España. Desde finales de 2019 se trabaja en la prueba de nuevos vehículos de combustibles alternativos, especialmente autobuses híbridos.

## Red de transporte público

### Líneas
La red urbana de Segovia cuenta con 13 líneas regulares, que cumplen la función de vertebrar la totalidad de la ciudad de Segovia y alguno de sus barrios incorporados. Las líneas se pueden dividir en varios grupos:
- Las que conectan el centro (Casco Antiguo y Acueducto) con los barrios periféricos: En este grupo se incluyen las líneas 1, 2, 3, 5, 6, 7, 8 y 9 que conectan con los barrios de San José, San Lorenzo, El Carmen, Nueva Segovia, Puente de Hierro, Ciudad y Tierra, Hontoria y Zamarramala respectivamente.
- Las periféricas o semicirculares, las líneas 4 y B , recorren la práctica totalidad de los barrios, en el caso de la 4 durante el día, mientras que la B realiza un recorrido similar nocturno.
- Las líneas 11 y 12, que conectan la estación del AVE con la Plaza de Artillería y la Estación de Autobuses respectivamente. Estas líneas son especiales, ya que cuentan con títulos y tarifas distintos y son prestadas por vehículos de 12 metros.
- La línea 10 recorre el Casco Antiguo de Segovia con un recorrido circular Acueducto-Alcázar-Acueducto, es servida por una furgoneta (anteriormente Ecobus), y es la línea que más cambios de recorrido ha sufrido desde su inicio (hasta 2019 era la línea 9).

Desde la creación de la red, esta se ha mantenido prácticamente intacta, no obstante, se crearon algunas líneas (11, 12 y 14), y otras modificaron su recorrido (las líneas 4, 7, 8, 9 y 10) para garantizar la movilidad de la ciudad.
El nuevo Pliego de Transporte Urbano presentado por el Ayuntamiento contempló la modificación y supresión de determinadas líneas que no cumplían o satisfacían la demanda requerida, para crear un nuevo modelo de red que se adapte a las necesidades actuales. Las líneas afectadas fueron la 5, 7, 8, 9 y 14, además de mejora de frecuencias y horarios en aquellas que tienen tramo conjunto con otra. Por el contrario, la oposición realizó un contraestudio del Pliego, que difiere bastante del propuesto por el consistorio y finalmente aprobado.
La tabla general de líneas a fecha de 2020 es la siguiente:
(Frecuencias: L-V lunes a viernes laborables, S sábados, D domingos y festivos)
| Línea | Trayecto                                                                      | Frecuencia            | Frecuencia            | Frecuencia            | Horario                     | Horario                     | Horario                     |
| Línea | Trayecto                                                                      | L-V                   | S                     | D                     | L-V                         | S                           | D                           |
| ----- | ----------------------------------------------------------------------------- | --------------------- | --------------------- | --------------------- | --------------------------- | --------------------------- | --------------------------- |
| 1     | San José - Colón                                                              | 15'                   | 30'                   | 30'                   | 07:15 -22:30                | 08:15 - 22:45               | 09:15 - 22:45               |
| 2     | San Lorenzo - Colón                                                           | 30'                   | 30'                   | 30'                   | 07:25 - 22:46               | 08:05 - 22:46               | 09:05 - 22:16               |
| 3     | El Carmen - Colón                                                             | 15'                   | 30'                   | 30'                   | 07:22 - 22:31               | 08:17 - 22:56               | 09:17 - 22:26               |
| 4     | Carretera de Soria - Hospital General                                         | 15'                   | 40'                   | 40'                   | 06:56 - 23:10               | 07:16 - 23:00               | 07:16 - 23:00               |
| 5     | Nueva Segovia - Colón                                                         | 15'                   | 40'                   | 40'                   | 07:21 - 22:21               | 08:16 - 22:56               | 08.56 - 22:16               |
| 6     | Puente de Hierro - Paseo del Salón                                            | 20'                   | 40'                   | 40'                   | 07:20 - 22:38               | 08:20 - 22:58               | 09:40 - 22:18               |
| 7     | Centro Comercial - Ciudad y Tierra - Colón                                    | 60'                   | 60'                   | 60'                   | 07:35 - 21:35               | 09:35 - 22:35               | 15:35 - 22:35               |
| 8     | Polígono de Hontoria - Hontoria - Puente de Hierro - Colón                    | 60'                   | 60'                   | 60'                   | 07:32 - 22:27               | 08:30 - 22:22               | 09:30 - 22:27               |
| 9     | Zamarramala - Acueducto - Puente de Hierro                                    | 60'                   | 60'                   | 60'                   | 07:07 - 22:54               | 08:05 - 22:54               | 09:05 - 22:54               |
| 10    | Casco Antiguo (Acueducto - Plaza Mayor - Alcázar - IE University - Acueducto) | 30'                   | 30'                   | 30'                   | 10:17 - 14:40 17:17 - 20:10 | 10:17 - 14:40 17:17 - 20:10 | 10:17 - 14:40 17:17 - 20:10 |
| 11    | Acueducto - Estación AVE                                                      | Horarios según trenes | Horarios según trenes | Horarios según trenes | 06:30 - 22:25               | 07:55 - 22:30               | 07:55 - 22:30               |
| 12    | Centro - Estación AVE                                                         | Horarios según trenes | Horarios según trenes | Horarios según trenes | 06:40 - 22:20               | 08:00 - 22:25               | 08:00 - 22:25               |
| B     | Búho: Paseo del Salón - Carretera de Soria                                    | -                     | 60'                   | 60'                   | -                           | 23:00 - 06:50               | 23:00 - 06:50               |

### Paradas
La red posee un total de 154 paradas de autobús, de las que de diferencian cabeceras y discrecionales. Las cabeceras son de parada obligatoria y sirven para el control de los horarios, mientras que las discrecionales solo se realizará la parada si hubiera viajeros esperando para subir, o algún pasajero mostrase intención de bajar mediante los timbres instalados en los autobuses.
La paradas principales de la red las siguientes:
| Parada            | Líneas                  |
| ----------------- | ----------------------- |
| Acueducto         | 1 2 3 4 5 7 8 9 10 11 B |
| Padre Claret      | 1 3 4 5 7 8 9 B         |
| Colón             | 1 2 3 5 7 8 B           |
| Obispo de Quesada | 4 6 8 9 B               |
| Centro            | 4 6 12 B                |

#### Conexiones con transporte público
Diez paradas de la red de transporte urbano tienen conexión con el transporte metropolitano, que da servicio a los municipios del Alfoz, y tres tienen conexión con otros transportes públicos:
| Urbanos de Segovia     | Urbanos de Segovia      | Metropolitano Segovia | Metropolitano Segovia       |
| Parada                 | Líneas                  | Parada                | Líneas                      |
| ---------------------- | ----------------------- | --------------------- | --------------------------- |
| Estación de Autobuses  | 6 B                     | Estación de Autobuses | M1 M2 M3 M5 M6 M6* M7 M8 M9 |
| Santo Tomás            | 4 6 B                   | Santo Tomás           | M6 M6* M7 M8                |
| Conde de Sepúlveda     | 4 6 B                   | Conde de Sepúlveda    | M6 M6* M7 M8                |
| Puerta de Madrid       | 4 8 9 B                 | ES La Pista           | M6 M6* M7 M8                |
| Plaza de Toros         | 11                      | Plaza de Toros        | M6* M7 M8                   |
| Hermanitas             | 5 8 9                   | Hermanitas            | M6                          |
| Acueducto              | 1 2 3 4 5 7 8 9 10 11 B | Azoguejo              | M4 M6                       |
| Trescasas / Las Nieves | 2 4 B                   | Delicias              | M4 M6                       |
| Estación AVE           | 11 12                   | Estación AVE          | M9                          |
| Hospital General       | 4 6                     | Hospital              | M1 M2 M6 M7 M8              |

| Urbanos de Segovia    | Urbanos de Segovia | Otros transportes                | Otros transportes                                            |
| Parada                | Líneas             | Estación                         | Servicios                                                    |
| --------------------- | ------------------ | -------------------------------- | ------------------------------------------------------------ |
| Estación de Autobuses | 6 B                | Estación de autobuses de Segovia | Autobuses interurbanos Autobuses de larga distancia          |
| Estación Renfe        | 6 8 9 B            | Estación de Segovia (Norte)      | Línea 53 de Media Distancia (Regional R2 Segovia-Cercedilla) |
| Estación AVE          | 11 12              | Estación de Segovia-Guiomar      | AVE, Alvia, Avant, AV City                                   |

#### Paradas cercanas a lugares de interés
| Lugar de interés | Urbanos de Segovia                | Urbanos de Segovia      |
| Lugar de interés | Parada                            | Líneas                  |
| ---------------- | --------------------------------- | ----------------------- |
| Acueducto        | Acueducto                         | 1 2 3 4 5 7 8 9 10 11 B |
| Alcázar          | Alcázar                           | 10                      |
| Catedral         | Plaza Mayor                       | 10                      |
| La Fuencisla     | San Marcos                        | 9                       |
| Universidad UVa  | Plaza Universidad                 | 1 7                     |
| IE University    | IE University                     | 10 9                    |
| Biblioteca       | Biblioteca                        | 5 7                     |
| Conservatorio    | Conservatorio                     | 4 5 B                   |
| Ciudad Deportiva | Los Silverios                     | 4 B                     |
| Comisaría        | Centro / Jardinillos de San Roque | 4 6 12 B                |
| Hospital General | Hospital General                  | 4 6                     |

### Sistema de información al usuario
Urbanos de Segovia cuenta con un sistema de información al usuario tanto de líneas, horarios, incidencias, como tarifas en cada una de las paradas, y en la página web. Para ello, cada parada cuenta con un número de identificación (del 001 al 156, excepto el 022 y 148).

#### Paradas
Cada una de las 154 paradas de la red cuenta con un poste donde se muestran las líneas que realizan parada, así como los horarios de paso de estas. 70 de estas paradas cuentan con marquesina, donde se muestra un plano de líneas y los horarios generales de estas. Así mismo, en algunas paradas importantes es posible ver los tiempos de espera de cada una de las líneas gracias a unos teleindicadores electrónicos.

#### Teleindicadores y megafonía
Cada uno de los autobuses cuenta con 3 teleindicadores electrónicos de tipo led naranja; el de la parte delantera informa del número de línea, origen y destino; el trasero muestra únicamente el número de línea y el lateral muestra el destino.
Algunos de los autobuses cuentan con un sistema de megafonía de paradas, pero esta práctica no está extendida en toda la red.

#### Página web y aplicaciones
Desde la renovación del servicio de 2019, el sistema de información ha mejorado enormemente. La página web oficial ofrece información sobre las líneas (mapa, horarios, termómetros) y sobre los tiempos de espera en cada parada. En la web también se anuncia otro tipo de información adicional, tales como las normas del servicio, los refuerzos, y los cortes o modificaciones del servicio.
Así mismo, la aplicación oficial, que está disponible en Google Play Store y en Apple Store, muestra los tiempos de espera de cada parada introduciendo el identificador, escaneando un código QR o mediante geolocalización.

## Tarifas y bonos
A fecha de 2020, los títulos y tarifas oficiales del transporte urbano de Segovia aprobadas por el Excmo. Ayuntamiento de Segovia son las siguientes:
| Título                 | Precio | Título                       | Precio |
| ---------------------- | ------ | ---------------------------- | ------ |
| Billete Ordinario      | 1,00€  | Bono Festivo AVE             | 1,00€  |
| Billete Festivo        | 1,00€  | Búho (billete y bono)        | 1,00€  |
| Billete AVE            | 2,00€  | Bono Familia Numerosa (**)   | 0,40€  |
| Billete Festivo AVE    | 2,00€  | Bono Joven (**)              | 0,40€  |
| Bono AVE               | 0,60€  | Bono Movilidad Reducida (**) | 0,05€  |
| Bono Subvencionado (*) | 0,28€  | Bono Pensionista (**)        | 0,05€  |
| Bono Festivo (***)     | 1,00€  | Bono Discapacitados (**)     | 0,40€  |
| Bono ordinario         | 0,60€  |                              |        |

Precios con IVA incluido.
(*) Tarifa a cobrar en la tarjeta por los viajes realizados de lunes a sábado de 06:30h. o la hora en la que comience el servicio.
(**) Bonos subvencionados regulados en el Título II del Reglamento del Servicio.
(***) Los domingos y festivos las tarjetas, en lugar de aplicar la tarifa del bono ordinario, aplicarán la tarifa del billete sencillo festivo.
Para la utilización del bono y otros títulos subvencionados, es necesario contar con la Tarjeta Abono Transporte, una tarjeta magnética sin contacto, que funciona como "monedero". En la tarjeta se recarga una determinada cantidad (mútiplos de 5€), que al acceder al autobús, y al pasarla por la canceladora, descontará el importe correspondiente al título obtenido. Este abono también permite la realización de transbordo gratis, en el plazo de una hora y entre distintas líneas, solamente de lunes a sábado.
La Tarjeta Abono Transporte se puede adquirir en la oficina de atención al cliente situada en la Estación de Autobuses, mientras que la recarga se puede realizar a bordo de los autobuses. Así mismo, desde 2019 la Tarjeta Abono Transporte se puede recargar en línea, y mediante pago NFC.

## Evolución de viajeros
Actualmente no hay datos disponibles para esta sección.

## Flota
A fecha de 2020, Urbanos de Segovia posee una flota activa de 28 autobuses, de los cuales, 21 miden 10,5 metros de longitud, 5 miden 12 metros, y los otros dos son microbuses. La totalidad de los vehículos son diésel, de piso bajo (low-floor) y están adaptados a personas con movilidad reducida (PMR) mediante rampas y suspensión. La edad media de la flota es de 2,6 años, ya que la mayoría de autobuses fueron renovados en 2019.
Actualmente, la totalidad del parque móvil es de primera mano, no obstante, a lo largo de la historia del transporte urbano de Segovia, se adquirieron autobuses de segunda mano y/o traspasados; en la época de TUSSA muchos de los vehículos fueron comprados a EMT Madrid, y recientemente, entre 2006 y 2012 se adquirieron varias unidades Ex-Tuzsa y Ex-Vitrasa destinados a las nuevas líneas 11 y 12, así como todos los microbuses que han pasado por la antigua línea 9, traídos de todas partes de España.
En diciembre de 2016, desde Avanza Grupo se decidió cambiar la numeración de los autobuses, para así, unificar la flota de todas las empresas del grupo bajo una misma numeración. El nuevo número consta de cuatro cifras para todas las empresas, por lo que los autobuses de Segovia se renumeraron siguiendo el patrón 28xx (siendo xx la numeración anterior de dos cifras), por ejemplo, el 48 pasó a ser el 2848. Desde enero de 2017 todos los autobuses de la red llevan visible su nueva numeración tanto en el interior como en el exterior.
Según el Pliego de Transporte Urbano que se puso en marcha en abril de 2019, se adquirieron 18 nuevos autobuses diésel integrales que se suman a los ya comprados entre 2013 y 2015. Se trata de dos Mercedes-Benz Sprinter para la línea 10, 11 Mercedes-Benz Citaro C2 K y 5 Mercedes-Benz Citaro C2 para las líneas 11 y 12.
Desde 2019 están circulando autobuses híbridos en pruebas en las líneas 4, 11 y 12, para estudiar la adaptación de estos vehículos a la ciudad. En octubre de 2019 entró en pruebas un Mercedes-Benz Citaro C2 Hybrid, que le sustituyó en diciembre un Volvo 7900 Hybrid. En septiembre de 2020 entró otro vehículo en pruebas, un MAN Lion's City Hybrid.
También en septiembre de 2020, con motivo de la vuelta al cole y la desconfianza de la gente al transporte público con motivo del COVID-19, la empresa decidió realizar refuerzos en las líneas 1, 4, 8 y 9 en las horas punta, por lo que se trajeron varios autobuses de segunda mano, procedentes de RubíBus (Cataluña) y ETASA (Coslada).
En octubre de 2021 entró en pruebas un Iveco Heuliez E Way (eléctrico de 10,7 m).
En junio de 2024 entró otro vehículo en pruebas, un Mercedes Benz eCitaro (eléctrico). Además, se prevé la adquisición de 4  de estos modelos, entrando a operar en noviembre en las líneas 11 y 12.

### Listado de modelos
Listado general de los modelos que actualmente están (o han estado) en circulación:
| Chasis                         | Carrocería                | Estado      | Uds. | Numeración                             | Año       | Observaciones                                       |
| ------------------------------ | ------------------------- | ----------- | ---- | -------------------------------------- | --------- | --------------------------------------------------- |
| Mercedes-Benz                  | eCitaro C2                | En Servicio | 4    | 2869-2872                              | 2024-2025 |                                                     |
| Mercedes-Benz O-530 K          | Citaro C2 K               | En Servicio | 11   | 2858-2868                              | 2019      |                                                     |
| Mercedes-Benz O-530            | Citaro C2                 | En Servicio | 5    | 2853-2857                              | 2019      |                                                     |
| Mercedes-Benz Sprinter         |                           | En Servicio | 2    | 2851-2852                              | 2019      |                                                     |
| Scania N-280 UB 4X2            | Castrosua City Versus     | En Servicio | 5    | 2844-2848 (ant. 44-48)                 | 2015      |                                                     |
| MAN NM223 F                    | Castrosua CS-40 Magnus    | En Servicio | 5    | 2839-2843 (ant. 39-43)                 | 2014      | Última remesa, actualmente solo 1 sigue en servicio |
| Mercedes-Benz O-530 Hybrid     | Citaro C2 Hybrid          | En pruebas  | 1    | S/N                                    | 2019      | Pruebas 2019                                        |
| Volvo 7900 Hybrid              |                           | En pruebas  | 1    | S/N                                    | 2019      | Pruebas 2019                                        |
| MAN Lion's City Hybrid         |                           | En pruebas  | 1    | S/N                                    | 2020      | Pruebas 2020                                        |
| Scania N-94 UB 4X2             | Castrosua CS-40 City II   | En Servicio | 1    | 2511 (Ex-RubíBus 11)                   | 2004      | Refuerzos 2020                                      |
| Scania N-270 UB 4X2            | Hispano Habit             | En Servicio | 1    | 2516 (Ex-RubíBus 16)                   | 2007      | Refuerzos 2020                                      |
| Scania N-270 UB 4X2            | Castrosua City Versus     | En Servicio | 1    | 2522 (Ex-RuíBus 22)                    | 2008      | Refuerzos 2020                                      |
| Scania K-310 UB 4X2            | Castrosua CS-40 Magnus II | En Servicio | 2    | 0258, 0261 (Ex-ETASA 258, 261)         | 2008      | Refuerzos 2020                                      |
| MAN NM223 F                    | Castrosua CS-40 Magnus    | Retirado    | 14   | 2811-... (ant. 11-24)                  | 2004      | 1.ª remesa                                          |
| MAN NM223 F                    | Castrosua CS-40 Magnus    | Retirado    | 3    | 2825-2827 (ant. 25-27)                 | 2006      | 2.ª remesa                                          |
| MAN NM223 F                    | Castrosua CS-40 Magnus    | Retirado    | 2    | 2832, 2837 (ant. 32, 37)               | 2008-2009 | 3.ª y 4.ª remesa                                    |
| Irisbus-Iveco CityClass Cursor | Hispano Habit             | Retirado    | 4    | 2833-2836 (ant. 33-36)                 | 2008-2009 | Líneas AVE                                          |
| Mercedes-Benz O-405            | Hispano VOV II            | Retirado    | 2    | 28-29 (Ex-Tuzsa 959, 961)              | 1992      | Líneas AVE                                          |
| Mercedes-Benz O-405 N2         | Hispano VOV II            | Retirado    | 1    | 38 (Ex-Tuzsa 310)                      | 1997      | Líneas AVE                                          |
| MAN                            | Hispano VOV II            | Retirado    | 2    | 30-31 (Ex-Vitrasa)                     | 1995      | Líneas AVE                                          |
| Irisbus-Iveco CityClass        | Unvi Urbis                | Traspasado  | 1    | Bus Turístico (A Llorente Benidorm 29) | 2005      | Bus Turístico                                       |
| Irisbus-Iveco Daily A65        | Indcar Wing               | Retirado    | 1    | Ex-Soria (11)                          | 2007      | Línea 9 (2018)                                      |
| Iveco                          | Indcar Wing               | Traspasado  | 1    | (A Larrea 830)                         | 2004      |                                                     |
| Gulliver U520 ESP              | Tecnobus                  | Retirado    | 1    | 01                                     | 2007      | Línea 9 (2007-2016)                                 |
| Iveco                          | Indcar Wing               | Retirado    | 1    | 20 (Ex-Llorente 20)                    | 2006      |                                                     |
| Iveco Daily                    | Indcar Strada             | Retirado    | 1    | 16 (Ex-Alosa 16)                       | 2004      |                                                     |
| Mercedes-Benz Sprinter         |                           | Retirado    | 1    | S/N Ex-Avilabus (23)                   | 2004      |                                                     |

### Listado de autobuses
A continuación se muestra un listado de la totalidad de la flota de Urbanos de Segovia. Los coches en negrita son aquellos que se encuentran en servicio, mientras que el resto se encuentran apartados, dados de baja o vendidos. (FS = fuera de servicio, REF = refuerzo)
| N.º Bus | Matrícula  | Chasis                         | Carrocería                | Línea(s)      | Observaciones |
| ------- | ---------- | ------------------------------ | ------------------------- | ------------- | --- |
| 2811    | 3537 CXK   | MAN NM223 F                    | Castrosua CS-40 Magnus    | 6, 12 (FS)    | |
| 2812    | 3580 CXK   | MAN NM223 F                    | Castrosua CS-40 Magnus    | 5 (FS)        | |
| 13      | 3502 CXK   | MAN NM223 F                    | Castrosua CS-40 Magnus    | FS            | |
| 14      | 3774 CXK   | MAN NM223 F                    | Castrosua CS-40 Magnus    | FS            | Apartado |
| 2815    | 3540 CXK   | MAN NM223 F                    | Castrosua CS-40 Magnus    | 2 (FS)        | |
| 16      | 3623 CXK   | MAN NM223 F                    | Castrosua CS-40 Magnus    | FS            | |
| 2817    | 3690 CXK   | MAN NM223 F                    | Castrosua CS-40 Magnus    | 1 (FS)        | |
| 18      | 3806 CXK   | MAN NM223 F                    | Castrosua CS-40 Magnus    | FS            | |
| 2819    | 3718 CXK   | MAN NM223 F                    | Castrosua CS-40 Magnus    | 1 (FS)        | |
| 20      | 3497 CXK   | MAN NM223 F                    | Castrosua CS-40 Magnus    | FS            | Apartado |
| 2821    | 3428 CXK   | MAN NM223 F                    | Castrosua CS-40 Magnus    | 5, 12 (FS)    | |
| 2822    | 3728 CXK   | MAN NM223 F                    | Castrosua CS-40 Magnus    | 6 (FS)        | |
| 23      | 3753 CXK   | MAN NM223 F                    | Castrosua CS-40 Magnus    | FS            | Incendio julio de 2013 |
| 24      | 3313 CXK   | MAN NM223 F                    | Castrosua CS-40 Magnus    | FS            | Apartado |
| 2825    | 8850 DZM   | MAN NM223 F                    | Castrosua CS-40 Magnus    | 3, 6 (FS)     | |
| 2826    | 8927 DZM   | MAN NM223 F                    | Castrosua CS-40 Magnus    | FS            | |
| 2827    | 8733 DZM   | MAN NM223 F                    | Castrosua CS-40 Magnus    | 3, 6 (FS)     | |
| 28      | Z 4733 AS  | Mercedes-Benz O-405            | Hispano VOV II            | 11 (FS)       | Ex-Tuzsa (959) |
| 29      | Z 4735 AS  | Mercedes-Benz O-405            | Hispano VOV II            | 11 (FS)       | Ex-Tuzsa (961) |
| 30      | PO 3322 AX | MAN                            | Hispano VOV II            | 11 (FS)       | Ex-Vitrasa |
| 31      | PO 3323 AX | MAN                            | Hispano VOV II            | 11 (FS)       | Ex-Vitrasa |
| 2832    | 2887 GCG   | MAN NM223 F                    | Castrosua CS-40 Magnus    | 3 (FS)        | |
| 2833    | 3740 GFM   | Irisbus-Iveco CityClass Cursor | Hispano Habit             | 11, 12 (FS)   | |
| 2834    | 3781 GFM   | Irisbus-Iveco CityClass Cursor | Hispano Habit             | 11, 12 (FS)   | |
| 2835    | 7372 GKM   | Irisbus-Iveco CityClass Cursor | Hispano Habit             | 11, 12 (FS)   | |
| 2836    | 7295 GKM   | Irisbus-Iveco CityClass Cursor | Hispano Habit             | 11, 12 (FS)   | |
| 2837    | 5115 GMR   | MAN NM223 F                    | Castrosua CS-40 Magnus    | 14 (FS)       | |
| 38      | Z 8921 BC  | Mercedes-Benz O-405 N2         | Hispano VOV II            | 12 (FS)       | Ex-Tuzsa (310) |
| 2839    | 3407 HVH   | MAN NM223 F                    | Castrosua CS-40 Magnus    | 1 2 3         | |
| 2840    | 5351 HXX   | MAN NM223 F                    | Castrosua CS-40 Magnus    | 1 2 3Fs       | |
| 2841    | 5374 HXX   | MAN NM223 F                    | Castrosua CS-40 Magnus    | 1 2 3Fs       | |
| 2842    | 5425 HXX   | MAN NM223 F                    | Castrosua CS-40 Magnus    | 1 2 3Fs       | |
| 2843    | 5406 HXX   | MAN NM223 F                    | Castrosua CS-40 Magnus    | 1 2 3Fs       | |
| 2844    | 3508 JDH   | Scania N-280 UB 4X2            | Castrosua City Versus     | 1 6 8 9 B     | |
| 2845    | 5138 JDH   | Scania N-280 UB 4X2            | Castrosua City Versus     | 1 6 8 9 B     | |
| 2846    | 5192 JDH   | Scania N-280 UB 4X2            | Castrosua City Versus     | 1 6 8 9 B     | |
| 2847    | 5238 JDH   | Scania N-280 UB 4X2            | Castrosua City Versus     | 1 6 8 9 B     | |
| 2848    | 5265 JDH   | Scania N-280 UB 4X2            | Castrosua City Versus     | 1 6 8 9 B     | |
| 2851    | 2438 KVS   | Mercedes-Benz Sprinter         |                           | 10            | |
| 2852    | 6425 KVV   | Mercedes-Benz Sprinter         |                           | 10            | |
| 2853    | 3490 KTL   | Mercedes-Benz O-530            | Citaro C2                 | 11 12         | |
| 2854    | 3442 KTL   | Mercedes-Benz O-530            | Citaro C2                 | 11 12         | |
| 2855    | 3410 KTL   | Mercedes-Benz O-530            | Citaro C2                 | 11 12         | |
| 2856    | 3365 KTL   | Mercedes-Benz O-530            | Citaro C2                 | 11 12         | |
| 2857    | 9505 KTN   | Mercedes-Benz O-530            | Citaro C2                 | 4 11 12       | |
| 2858    | 3694 KTL   | Mercedes-Benz O-530 K          | Citaro C2 K               | 4 5 7 8 9     | |
| 2859    | 4093 KTL   | Mercedes-Benz O-530 K          | Citaro C2 K               | 4 5 7 8 9     | |
| 2860    | 4144 KTL   | Mercedes-Benz O-530 K          | Citaro C2 K               | 4 5 7 8 9     | |
| 2861    | 4197 KTL   | Mercedes-Benz O-530 K          | Citaro C2 K               | 4 5 7 8 9     | |
| 2862    | 3889 KTL   | Mercedes-Benz O-530 K          | Citaro C2 K               | 4 5 7 8 9     | |
| 2863    | 4263 KTL   | Mercedes-Benz O-530 K          | Citaro C2 K               | 4 5 7 8 9     | |
| 2864    | 4017 KTL   | Mercedes-Benz O-530 K          | Citaro C2 K               | 4 5 7 8 9     | |
| 2865    | 3620 KTL   | Mercedes-Benz O-530 K          | Citaro C2 K               | 4 5 7 8 9     | |
| 2866    | 3955 KTL   | Mercedes-Benz O-530 K          | Citaro C2 K               | 4 5 7 8 9     | |
| 2867    | 3847 KTL   | Mercedes-Benz O-530 K          | Citaro C2 K               | 4 5 7 8 9     | |
| 2868    | 9670 KTN   | Mercedes-Benz O-530 K          | Citaro C2 K               | 4 5 7 8 9     | |
| S/N     | 6629 KTR   | Mercedes-Benz O-530 Hybrid     | Citaro C2 Hybrid          | 4 11 12 (FS)  | Microhíbrido |
| S/N     | 9053 KMV   | Volvo 7900 Hybrid              |                           | 11 12 (FS)    | Híbrido |
| S/N     | 4619 LDX   | MAN Lion's City Hybrid         |                           | 12            | Híbrido |
| 2511    | 1179 CSP   | Scania N-94 UB 4X2             | Castrosua CS-40 City II   | REF (1 4 8 9) | Ex-RubíBus (11). Decoración RubíBus. Devuelto a RubíBus en septiembre de 2022.                                                                                        |
| 2516    | 8508 FYC   | Scania N-270 UB 4X2            | Hispano Habit             | REF (1 4 8 9) | Ex-RubíBus (16). Decoración RubíBus. Devuelto a RubíBus en septiembre de 2022.                                                                                        |
| 2522    | 0827 FZX   | Scania N-270 UB 4X2            | Castrosua City Versus     | REF (1 4 8 9) | Ex-RubíBus (22). Decoración RubíBus. Trasladado a Avanza Baix en diciembre y renumerado 1136. Devuelto a RubíBus en diciembre de 2022 y recupera numeración original. |
| 0258    | 5392 GJX   | Scania K-310 UB 4X2            | Castrosua CS-40 Magnus II | REF (4)       | Ex-ETASA (258). Decoración CRTM. Trasladado a Avanza Baix en diciembre de 2021 y renumerado 1134.                                                                     |
| 0261    | 9095 GJY   | Scania K-310 UB 4X2            | Castrosua CS-40 Magnus II | REF (4)       | Ex-ETASA (261). Decoración Urbanos Ourense. Trasladado a Avanza Baix en diciembre de 2021 y renumerado 1135.                                                          |
| 01      |            | Citroën Berlingo               |                           |               | Furgoneta taller |
| 02      | 8490 KTM   | Citroën Berlingo               |                           |               | Traslado de personal |
| BT      | 8823 DPF   | Irisbus-Iveco CityClass        | Unvi Urbis                | BT (FS)       | A Llorente Benidorm (29) |
|         | 7232 CXK   | Iveco                          | Indcar Wing               | 9 (FS)        | A Larrea (830) |
| 01      | 9700 FYV   | Gulliver U520 ESP              | Tecnobus                  | 9 (FS)        | Eléctrico |
| 20      | 8413 FCW   | Iveco                          | Indcar Wing               | 9 (FS)        | Ex-Llorente (20) |
| 16      | 7230 DDP   | Iveco Daily                    | Indcar Strada             | 9 (FS)        | Ex-Alosa (16) |
| xxxx    | 7514 FNY   | Irisbus-Iveco                  | Indcar Wing               | 9 (FS)        | Ex-Soria (11), actualmente desguazado |

### Turnos y líneas
Se define por turno el número de autobuses que se encuentran realizando determinada línea, así como el número de conductores asignados a dicha línea. En la red de transporte urbano, los turnos por línea varían dependiendo del día y la hora, por lo general, cada línea cuenta con entre 1 y 5 turnos.
El cuadro general de turnos es el siguiente:
(L-V lunes a viernes laborables, S sábados, D domingos y festivos)
| Línea | L-V | S | D |  | Línea | L-V | S | D |
| ----- | --- | - | - |  | ----- | --- | - | - |
| 1     | 2*  | 1 | 1 |  | 8     | 1*  | 1 | 1 |
| 2     | 1   | 1 | 1 |  | 9     | 1*  | 1 | 1 |
| 3     | 2   | 1 | 1 |  | 10    | 1   | 1 | 1 |
| 4     | 5*  | 2 | 2 |  | 11    | 2   | 1 | 1 |
| 5     | 3*  | 1 | 1 |  | 12    | 2   | 1 | 1 |
| 6     | 2   | 1 | 1 |  | B     | -   | 2 | 2 |
| 7     | 1   | 1 | 1 |  |       |     |   |   |

(*) En hora punta se aumentarán estos turnos con un autobús más en cada línea.

## Incidencias y accidentes
Si por algo se caracterizaba el servicio es por las numerosas averías e incidencias de sus autobuses en los últimos años, debido, en gran parte, a los Castrosua Magnus, que fueron una fuente de problemas.
Otro de los vehículos que fue causante de numerosos incidentes fue el "Ecobus" de la antigua línea 9, el cual sufría constantes averías debido a la dificultad del recorrido y las características del propio minibús. Por esta causa, y debido a que la tecnología eléctrica no está del todo consolidada, el Ayuntamiento retiró el vehículo del servicio, y ha decidido no incorporar nuevos vehículos híbrido-eléctricos a la flota hasta que la tecnología avance.
El incidente más grave se produjo en julio de 2013, cuando el autobús 23, de la línea 6, quedó completamente destruido debido a un incendio que se produjo como consecuencia de un cortocircuito.
Desde que en 2019 se adquiriesen los nuevos autobuses, el número de incidencias ha disminuido considerablemente.